# 蕭禹臣
蕭禹臣（1507年—？），字子益，號度山，湖廣長沙府長沙縣人，民籍，明朝政治人物。

## 生平
嘉靖十六年丁酉科湖廣鄉試第二十三名舉人。嘉靖二十六年（1547年）中式丁未科會試第二百七十七名，登第三甲第七十四名進士。户部觀政，授遂宁知县，升工部主事，歷员外、郎中。

## 家族
曾祖蕭誠；祖父蕭德貴；父蕭仁，教授。母向氏。